# Ryota Okada
Ryota Okada (født 9. september 1988) er en japansk fodboldspiller, som spiller for den japanske fodboldklub Fukushima United FC.